# ジョン・ウィリアム・オーグル
ジョン・ウィリアム・オーグル (John William Ogle FRCP FSA , 1824年7月30日 - 1905年8月8日) はイギリスの医師。1880年のハーヴィ講演者。
オックスフォードのトリニティ・カレッジで学び、1847年にB.A. (学士号) を取得した。セントジョージ病院医学部での医療訓練ののち、1850年にL.R.C.P.となった。オックスフォードで1851年にM.A. (修士号) とB.M. (医学士号) を取得し1857年にD.M. (医学博士)を取得した。1855年にセントジョージ病院のF.R.C.P. となり、ヘンリー・グレイとともに病理解剖学の博物館のキュレーターであった。グレイは1861年に死亡し、オーグルが病理学の講師に就いた。1857年に医師助手となり1866年に医師となった。1869年にはクルーン講演を行っている。ロイヤル・カレッジ・オブ・フィジシャンでは1873, 74, 84年の3年間検閲官をつとめ、1884年には副総長を務めた。
オーグルは医学文献に活発であった。ティモシー・ホームズ [q. v. Suppl. II] とともに、今はないセントジョージ病院報告を立ち上げ、10巻のうち7つを編集した。『ブリテン及び海外の内科外科医のレビュー』の編集員でもあった。彼は医学の論文や社会に広く貢献し、「ロンドン病理学会紀要」に1人で160もの投稿を行った。彼のバラバラに出された業績は1880年のロイヤル・カレッジ・オブ・フィジシャンで行われたハーヴィ講演である。そこにはもっと学術的な情報や、小さな業績である「腹部の穿刺による過度で危険な鼓膜炎の軽減」も含まれている。 
1854年に結婚し5人の息子と1人の娘をもうけた。彼は敬虔な英国人であり、麻痺による衰弱に苦しんでいた最期までの数年間は息子の1人とハイゲートの牧師館で生活していた。